# Томас Довідайтіс
Томас Довідайтіс (англ. Tomas Dovidaitis / лит. Tomas Dovidaitis; нар. 30 січня 2003, Клайпеда, Литва) — американський та литовський футболіст, нападник київського «Рубікону».

## Клубна кар'єра
Народився в литовському місті Клайпеда. В юні роки переїхав до США, де й розпочав займатися футболом. Грав за клуб «Сокерс». У футболці чиказького клубу дебютував 14 вересня 2019 року в переможному (2:1) поєдинку в Лізі розвитку США проти «Спортінг Канзас-Сіті», а дебютним голом за команду відзначився 6 жовтня 2019 року в переможному (4:1) виїзному поєдинку проти «Сент-Льюїса». У першій половині сезону 2019/20 років зіграв 8 матчів (6 голів) у Лізі розвитку США.
Наприкінці 2020 року перебрався до України. У грудні 2020 року побував на перегляді в «Олімпіку», але до підписання контракту справа так і не дійшла. Натомість, на початку лютого 2021 року уклав договір з «Рубіконом». У футболці столичного клубу дебютував 19 квітня 2021 року в програному (0:3) домашньому поєдинку 18-го туру групи «А» Другої ліги України проти львівських «Карпат». Томас вийшов на поле на 81-ій хвилині, замінивши Бі Нене Жуніора Гбамбла. Дебютним голом у дорослому футболі відзначився 1 травня 2021 року на 20-ій хвилині програного (1:2) домашнього поєдинку 20-го туру групи А Другої ліги України проти київської «Оболоні-2». Довідайтіс вийшов на поле на 57-ій хвилині, замінивши Бі Нене Жуніора Гбамбла.

## Кар'єра в збірній
Викликається до складу юнацької збірної Литви (U-19).